# Калист (Макаров)
Епископ Каллист (в миру Кирилл Ермилович Макаров; 1860, деревня Цаплино, Беззубовская волость, Богородский уезд, Московская губерния — 4 (17) декабря 1931, Меленки, Владимирская губерния) — епископ Древлеправославной Церкви Христовой (старообрядцев, приемлющих белокриницкую иерархию), епископ Владимирский и Иваново-Вознесенский (1920—1931).

## Биография
Родился в деревне Цаплино, подмосковного старообрядческого региона Гуслицы, в семье ткачей Ермила Ивановича Макарова (род. 1836) и его супруги Домны Иудовны (род. 1835). С раннего возраста работал с родителями в ткаческом производстве, к 1871 году числившись шпульником.
25 июля 1920 года хиротонисан на Владимирскую и Иваново-Вознесенскую епархию, учреждённую тогда же, чтобы в смутные годы гражданской войны, по словам епископа Александра (Богатенкова), «иметь на всякий случай епископа вблизи Москвы». Хиротонию совершили, вероятно, епископ Александр в сослужении другого епископа, скорее всего — Геронтия (Лакомкина).
В августе 1920 года переехал в Меленки Владимирской губернии, где и прослужил до кончины.
Участник Освященных Соборов 1925, 1926 и 1927 годов на Рогожском кладбище.
Скончался 4 (17) декабря 1931 года. Похоронен в Меленках на старообрядческом кладбище. Могила не сохранилась.